# Anfo
Pour les articles homonymes, voir ANFO.
Anfo est une commune italienne de la province de Brescia dans la région de la Lombardie, située sur la côte occidentale du lac d’Idro dans les Préalpes italiennes.

## Géographie
La commune est située sur la côte occidentale du lac d’Idro, elle est traversée par le ruisseau Re di Anfo (it).

### Communes limitrophes
Les communes limitrophes sont Bagolino, Idro et Lavenone.

## Personnalités
- Irene Stefani (1891-1930), religieuse infirmière béatifiée en 2018.